# Захаров-Чеченец, Пётр Захарович
Несомненно, что в лице П. З. Захарова русская школа имела большую художественную силу, и можно только удивляться, почему он остался малоизвестен большой публике, а его биография — так тесно связанная с выдающимися людьми и событиями того времени и касающаяся нашего — остаётся неизвестной даже в общих чертах. «Чеченец» и ничего более.
Пётр Заха́рович Заха́ров-Чече́нец (1816, Дади-юрт — 15 сентября 1846, Москва) — русский живописец-портретист, представитель романтического академизма николаевской эпохи, первый и единственный в XIX веке профессиональный художник чеченского происхождения. Академик Императорской Академии художеств (с 1843; ассоциированный член — «назначенный» с 1842).

## Биография
В 1819 году, в начале Кавказской войны, русские солдаты нашли мёртвую женщину и младенца в чеченском ауле Дади-юрт, уничтоженном русскими войсками по приказу генерала Алексея Петровича Ермолова. Младенец выжил и был отдан на воспитание казаку Захару Недоносову из станицы Бороздиновской, у которого воспитывался до 1823 года. По имени Недоносова ребёнок получил свою фамилию и отчество, имя ему выбрал сам Алексей Петрович. Позже Пётр добавил к своей фамилии слово «Чеченец».
Согласно другим источникам, документы о судьбе Захарова до 1825 года отсутствуют.
Подросшего Захарова взял на воспитание генерал Пётр Николаевич Ермолов. Способности приёмного сына изумляли его: «Странный мальчик Петрушка! Я о моём чеченце. Кроме обучения грамоте, он рисует все, что попадается под руку. Видимо, будет художник, и неплохой…», писал он своей матери. Некоторое время они жили в Тифлисе. Затем, выйдя в отставку и переехав с семьёй в Москву, Ермолов отдал своего приёмного сына на обучение к художнику-портретисту Льву Александровичу Волкову. В 1833 году Петра Захарова зачислили в Петербургскую академию художеств. Устав Академии не позволял принимать «инородцев» и крепостных, поэтому он был принят вольнослушателем. В 1836 году Пётр Захаров окончил Академию художеств, получил аттестат, право почётного потомственного гражданина и звание свободного художника. Став художником, он стал подписывать свои картины «Захаров из чеченцев», «Захаров-Чеченец» или «Захаров-Дадаюртский».
В августе 1834 года был удостоен Второй серебряной медали за картину «Старуха, гадающая в карты». Его популярность как художника быстро росла. Он, как хороший портретист, был рекомендован, в частности, Н. Н. Муравьёву и Е. А. Арсеньевой, которая хотела заказать портрет своего внука — Михаила Лермонтова. Известный художник Карл Брюллов называл Захарова своим преемником в области портретной живописи.
Захаров дружил с Михаилом Юрьевичем Лермонтовым. Есть предположение, что именно непростая судьба Петра Захарова вдохновила Лермонтова на создание поэмы «Мцыри».
В 1836 году Пётр стал ухаживать за Глафирой Львовной, дочерью художника Льва Волкова, у которого учился живописи. Захаровым был написан портрет своей возлюбленной. Но родители сочли эту партию для своей дочери неудачной. Глафиру увезли на Кавказ и выдали замуж за французского эмигранта Бертье де-ла-Гарда.
Чтобы поправить материальное положение, в 1840 году Захаров поступил на службу в департамент военных поселений Военного министерства в качестве рисовальщика. «Потеряв здоровье и при том надежды быть отправленным за границу, я покорился судьбе, решил избрать хоть немного, но верный кусок хлеба», — писал он в 1841 году. Но в следующем году болезнь обострилась, и Захаров был вынужден оставить службу.
В 1843 году Захаров выполнил поясной портрет генерала Алексея Ермолова, за который Академия художеств удостоила его золотой медали и присвоила звание академика.
Впоследствии художник переехал в Москву, где сблизился с семьёй известного лекаря И. П. Постникова. 14 января 1846 года в церкви Покрова Богородицы в Кудрине Захаров венчался с сестрой Постникова Александрой Петровной. Шафером на свадьбе был генерал Алексей Петрович Ермолов. Через несколько месяцев А. П. Постникова умерла от чахотки, и 15 июня её отпели в той же церкви.
В конце лета 1846 года в Москве скончался от чахотки и сам художник. Он был похоронен на Ваганьковском кладбище. Место захоронения художника и его супруги долгое время считалось утерянным, однако в июле 2017 года могила четы Захаровых была обнаружена исследовательницей биографии Захарова, кандидатом филологических наук Мадиной Хасмагомедовной Шахбиевой.

## Работы
Из работ Захарова известны написанные маслом портреты генерала А. П. Ермолова, доктора Ф. И. Иноземцева (1844), профессора Тимофея Грановского (1845) и Постниковой (1845) и рисованные карандашом портреты семейства Постниковых, доктора Ивана Петровича Матюшенкова, композитора Петра Булахова, самого художника и др. Все эти произведения находятся в Третьяковской галерее, в Москве. Писал Захаров-Чеченец в основном портреты.
Распространено мнение, что портрет горца в бурке является автопортретом Захарова. Сотрудница Третьяковской галереи Людмила Маркина оспаривает это утверждение. Она указывает на тот факт, что в 1843 году, когда писалась картина, Захарову было 27 лет, а горец, запечатлённый на портрете, явно старше.
Рисунки обмундирования, вооружения и знамён, выполненные Захаровым в период работы в Департаменте военных поселений можно увидеть в книге А. В. Висковатова «Историческое описание одежды и вооружения российских войск» (СПб., 1841—1862). Из 60 рисунков, сделанных им за этот период, к 2011 году было найдено 37.
В 1929 году несколько работ Захарова из коллекции Третьяковской галереи были переданы в Чечено-Ингушский республиканский краеведческий музей в Грозном. В 1962—1963 годах ещё несколько картин («Чеченец в бурке», «Портрет неизвестного», три рисунка) были переданы во вновь созданный музей изобразительных искусств Чечено-Ингушетии. Все они считаются пропавшими в ходе боевых действий.

В 2012 году портрет Краевского работы Захарова был продан на аукционе Сотбис более чем за один миллион фунтов.
В мае 2013 года в Париже был обнаружен прежде неизвестный портрет гусарского поручика Алексея Киреева) кисти Петра Захарова. В марте 2018 года был найден выполненный акварелью ранее неизвестный портрет работы Петра Захарова, на котором изображён адъютант великого князя Михаила Павловича, впоследствии организатор крестьянской реформы 1861 года Яков Ростовцев. В декабре 2018 года вновь обретён портрет родственницы М. Ю. Лермонтова Екатерины Столыпиной, выполненный технике литографии. Оригинал картины хранится в Художественном музее имени Ц. С. Сампилова в Улан-Удэ.
В 1977 году было известно около 100 его работ.

## Галерея
- Портрет писателя А. Н. Муравьёва, 1838
- Дети Петра Ермолова, 1839
- Неизвестная дама с детьми, 1840
- Портрет отставного военного, 1840
- Купец И. А. Жадимеровский, после 1840
- Портрет генерала Ермолова, 1843
- Т. Н. Грановский, 1845

## Память
Пётр Захаров изображён на наброске Михаила Скотти «Армянин Нерсесов и чеченец Захаров» (1836 год).
Как показало исследование М. Х. Шахбиевой, Захаров изображён на картине пейзажиста Григория Чернецова «Парад 6 октября 1831 года в Петербурге». Список лиц, которые должны были быть изображены на картине, утверждался лично императором Николаем I. В опубликованном впоследствии списке персонажей из числа зрителей Захаров фигурировал под номером 204.
До начала первой чеченской войны в Грозном работал Чечено-Ингушский республиканский музей изобразительных искусств имени Петра Захарова.
В 1961 году в республиканском музее изобразительного искусства прошла фотовыставка работ художника, посвящённая 145-летию со дня его рождения. По этому случаю издательством «Грозненский рабочий» был выпущен буклет выставки.
В том же году в СССР был выпущен художественный маркированный конверт «Художник академик П. З. Захаров. 1816—1846».
В 1976 году в Грозном прошла научно-практическая конференция «Живописец Пётр Захаров», посвящённая 160-летию со дня рождения художника.
Картина Захарова «Пустынные пастбища днём» упоминается в книге американского фантаста Энтони Марры «Царь любви и техники».
В 2016 году, к 200-летию художника, имя Петра Захарова присвоено грозненской детской художественной школе № 2, а Союзом писателей Чечни была выпущена юбилейная медаль «Академик Пётр Захаров».
В том же году в России была выпущена односторонняя почтовая карточка с автопортретом Петра Захарова.
5 октября 2017 года в Грозном открылся сквер имени Петра Захарова.

## Центры хранения
По состоянию на декабрь 2016 года, работы Захарова хранились в 17 музеях России и 4-х зарубежных. Среди них: Третьяковская галерея, Эрмитаж, Государственный Русский музей, Государственный музей А. С. Пушкина, Музей В. А. Тропинина и московских художников его времени, Национальный музей Чеченской Республики, Тамбовская областная картинная галерея, Орловский музей изобразительных искусств и другие.